# Droga krajowa nr 92 (Polska)

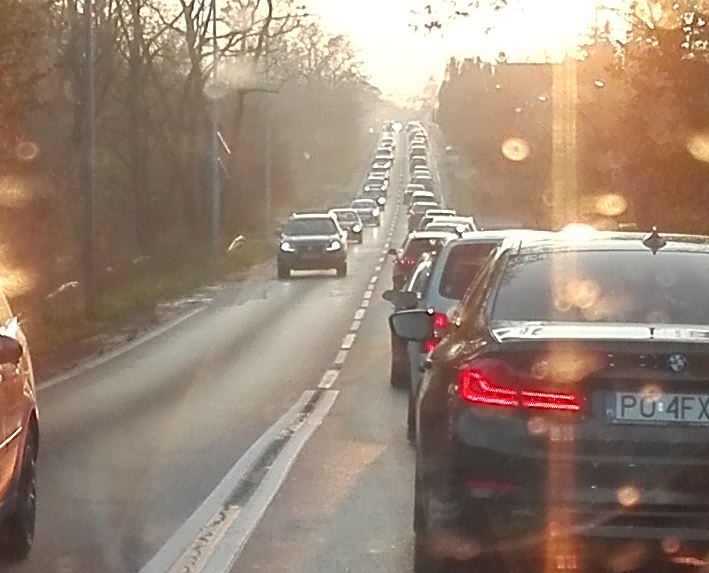
Korek na ul. Lutyckiej w Poznaniu w ciągu DK92

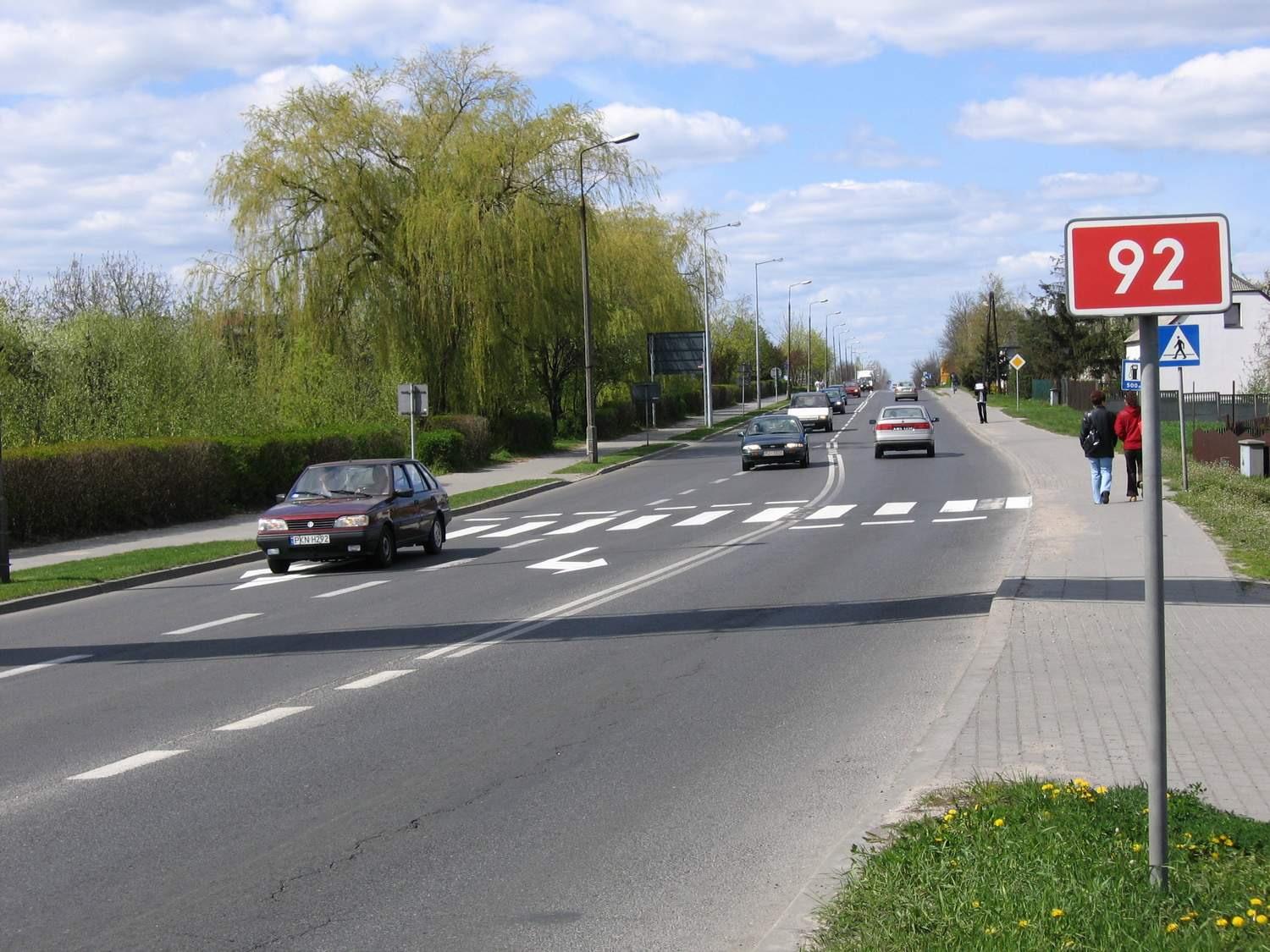
Droga nr 92 w granicach administracyjnych Słupcy

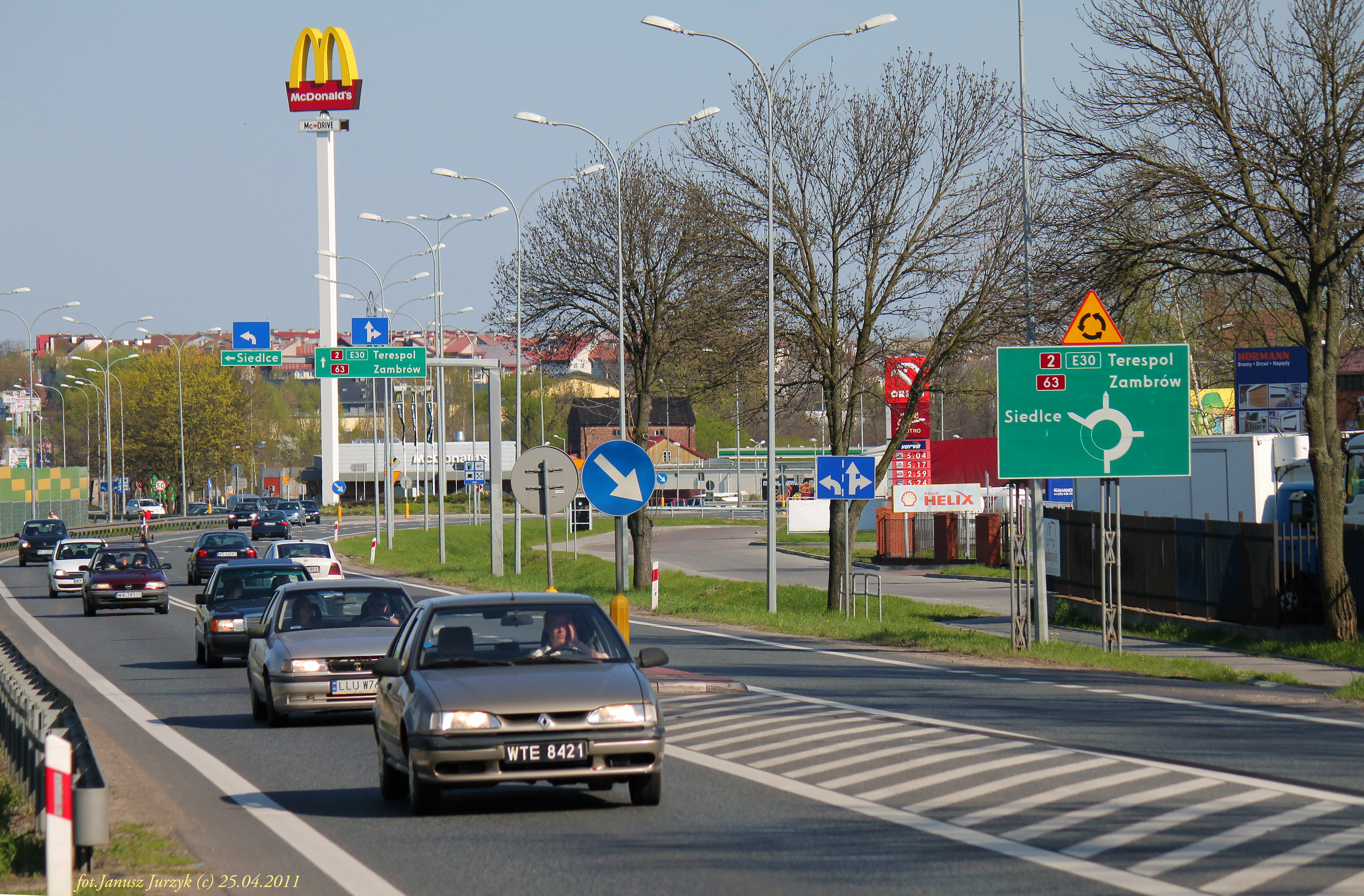
Droga krajowa nr 92 w Nowych Iganiach k. Siedlec

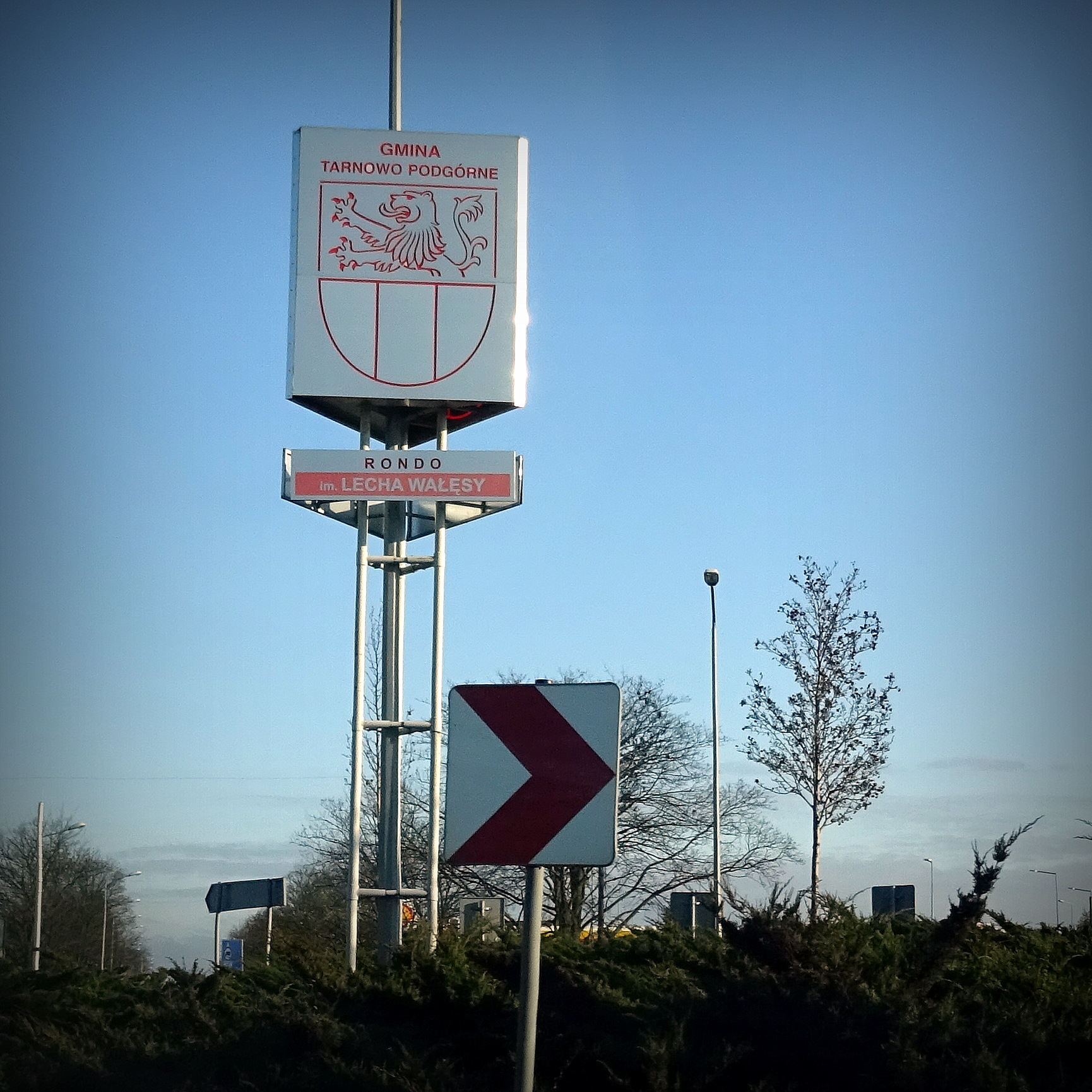
W Tarnowie Podgórnym (aglomeracja poznańska) rondo nazwano imieniem Lecha Wałęsy

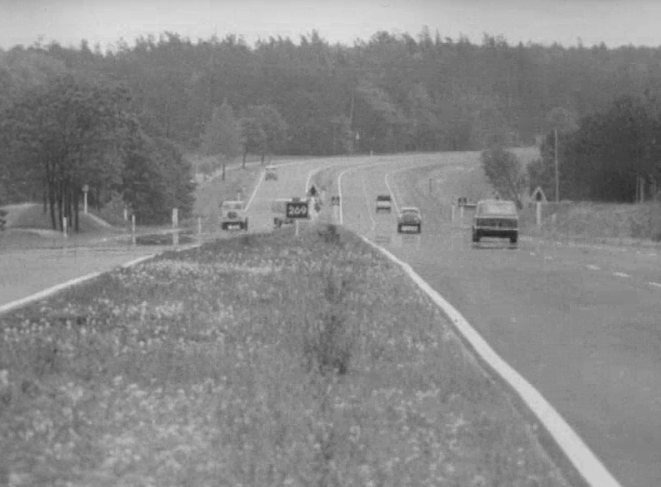
DK92 w 1974 roku jako trasa E8 w okolicach Wrześni

Droga krajowa nr 92 – droga krajowa klasy GP łącząca Rzepin z Poznaniem, Warszawą, Sulejówkiem, Mińskiem Mazowieckim i Siedlcami. Jej przebieg jest równoległy do autostrady A2. Biegnie przez obszar czterech województw: lubuskiego, wielkopolskiego, łódzkiego i mazowieckiego.
Przez wiele lat droga ta nosiła oznaczenia drogi krajowej nr 2, mimo istnienia np. odcinka autostrady A2 z Wrześni do Konina. Do dziś z tego powodu bywa nazywana „starą dwójką”. Trasa trzykrotnie (w Poznaniu, Koninie i Kole) przekracza Wartę.
Od 1977 roku obowiązuje zakaz ruchu tranzytowego pojazdów ciężarowych przez Warszawę i obszar dawnego województwa warszawskiego w kierunku wschód-zachód, z wyłączeniem pojazdów dojeżdżających docelowo do miejscowości znajdujących się na tym obszarze. Objazd dla pojazdów ciężarowych wyznaczono tranzytową obwodnicą (DK50) na odcinku Sochaczew – Grójec – Mińsk Mazowiecki. Stosowne tablice kierujące tranzyt znajdują się w pobliżu ronda na połączeniu drogi nr 50 i 92 w Kuznocinie (koło Sochaczewa) oraz węzłów autostrady A2 i drogi nr 50 koło Żyrardowa i Mińska Mazowieckiego.
W latach 70. rozpoczęto przebudowę odcinka łączącego Poznań z Tarnowem Podgórnym i do 1984 roku droga dwujezdniowa kończyła się w Sadach, przy obecnym węźle z drogą do Lusowa. Na dalszym fragmencie do Tarnowa Podgórnego druga jezdnia powstała do 1985 roku.
W lutym 2003 roku na odcinku trasy, ówcześnie oznaczonej jako droga krajowa nr 2, między Swarzędzem a Paczkowem doszło do karambolu, w którym uszkodzeniu uległo ponad 100 pojazdów, a 31 osób zostało rannych. Przyczyną zdarzenia była gęsta mgła.
Na lata 2021–2022 zaplanowana jest przebudowa w Trzcielu skrzyżowania drogi nr 92 z drogą powiatową 1339F Trzciel – Zbąszyń do postaci ronda.
Odcinek arterii od węzła Warszawa Zachód z Trasą Powązki-Konotopa (drogi ekspresowe S7 i S8) do granicy Warszawy, pomimo istniejącego w terenie oznakowania potwierdzającego przebieg drogi krajowej nr 92, na wielu mapach drogowych nie jest do niej włączany.
Od wielu lat na terenie Poznania trasa nie jest oznakowana – pomimo występującego numeru drogi na drogowskazach, ulokowanych przy ważniejszych skrzyżowaniach, kierujących do drogi krajowej nr 92 ulice bezpośrednio pokrywające się z arterią nie posiadają znaków potwierdzających jej przebiegu (E-15a).

## Pikietaż
Droga krajowa nr 92 w porównaniu do reszty dróg krajowych ma nietypowy pikietaż:
- na odcinku Rzepin – Września pikietaż zaczyna się na 0. kilometrze – słupek prowadzący znajduje się w sąsiedztwie węzła autostradowego Rzepin; do 2016 roku[18] trasa biegła od 21. kilometra – była to pozostałość po dawnym przebiegu drogi krajowej nr 2
- na odcinku Września – Konin pikietaż odliczany jest ponownie od 0. kilometra, tuż za rondem z drogą krajową nr 15 we Wrześni – w 2000 roku miejsce to stanowiło formalny początek arterii[19]
- na odcinku Konin – Warszawa jest pozostałością po dawnym ciągu drogi nr 2. Ostatni słupek pikietażowy przed granicą Warszawy podaje odległość 467 km 400 m[20].

## Historia numeracji
W rezultacie oddawania do użytku kolejnych etapów autostrady, poprzednie fragmenty drogi nr 2 równoległe do niej oznaczano jako droga krajowa nr 92:
| Data nadania numeru | Odcinek                                                  |
| ------------------- | -------------------------------------------------------- |
| 2000                | Września – Konin                                         |
| 19 kwietnia 2005    | Bolewicko – Poznań – Września                            |
| 27 kwietnia 2010    | Konin – Kutno – Łowicz                                   |
| 17 grudnia 2012     | Rzepin – Świebodzin – Bolewicko                          |
| 17 grudnia 2012     | Łowicz – Sochaczew – Warszawa                            |
| 17 grudnia 2012     | Choszczówka Stojecka – Mińsk Mazowiecki – Kałuszyn       |
| 12 marca 2021       | Zakręt – Sulejówek – Dębe Wielkie – Choszczówka Stojecka |

W latach 1986–2000 numer 92 przypisany był do drogi Gliwice – Mikołów – Tychy (Bielsko-Biała). Od 2000 roku trasa ta posiada numer 44.

## Dopuszczalny nacisk na oś
Na całej długości drogi dopuszczalny jest ruch pojazdów o nacisku pojedynczej osi do 11,5 tony.

## Zmiany przebiegu
- Na przełomie lat 60. i lat 70. oddano do użytku południową obwodnicę Kutna (ówcześnie w ciągu drogi międzynarodowej E8)[29]
- W 1994 roku do użytku została oddana obwodnica Koła (ówcześnie w ciągu drogi krajowej nr 2)[30]
- 16 grudnia 2009 otwarto dla ruchu obwodnicę Krośniewic[31]
- Planowana jest budowa zewnętrznej obwodnicy Łowicza w ciągu dróg 14, 70 i 92 w ramach programu budowy 100 obwodnic na lata 2020–2030[3]

## Tranzytowa obwodnica Poznania
- Droga zwana też północną obwodnicą Poznania lub czasami po prostu obwodnicą – ciąg ulic w Poznaniu omijający śródmieście, stanowiący część drogi krajowej nr 92 (do 18 kwietnia 2005 drogi krajowej nr 2 i trasy europejskiej E30). Trasa jest jedno- i dwujezdniowa, ze zmienną całkowitą liczbą pasów ruchu (od dwóch do czterech). W większości pokrywa się z przebiegiem planowanej III ramy komunikacyjnej miasta. Długość obwodnicy wynosi ok. 16 km. Droga bardzo często korkuje się na niektórych ze skrzyżowań z innymi ulicami i miejscami nie posiada oświetlenia ulicznego. W większości jest też bardzo zniszczona.
- Na obwodnicę składają się następujące ulice:

| Nazwa ulicy | Odcinek                                          | Przekrój               |
| ----------- | ------------------------------------------------ | ---------------------- |
| Lutycka     | węzeł z ul. J.H. Dąbrowskiego – rondo Obornickie | jednojezdniowa (1 × 2) |
| Lechicka    | rondo Obornickie – ul. Połabska/ul. Umultowska   | jednojezdniowa (1 × 4) |
| Lechicka    | ul. Połabska/ul. Umultowska – ul. Naramowicka    | jednojezdniowa (1 × 2) |
| Lechicka    | ul. Naramowicka – most Lecha                     | dwujezdniowa (2 × 2)   |
| Bałtycka    | most Lecha – ul. Gdyńska                         | dwujezdniowa (2 × 2)   |
| Bałtycka    | ul. Gdyńska – Wiadukt Antoninek                  | jednojezdniowa (1 × 4) |

## Ważniejsze miejscowości leżące na trasie 92
- Rzepin (A2)
- Torzym
- Świebodzin – obwodnica
- Trzciel – obwodnica
- Lwówek – obwodnica
- Pniewy (droga krajowa nr 24) – obwodnica
- Poznań (droga krajowa nr 5, 11) – tranzytowa obwodnica śródmieścia
- Swarzędz
- Kostrzyn – obwodnica
- Nekla – obwodnica
- Września (droga A2, 15)
- Słupca – obwodnica
- Golina
- Konin (droga krajowa nr 25, 72)
- Koło – obwodnica
- Kłodawa
- Krośniewice (droga krajowa nr 91) – obwodnica
- Kutno (droga krajowa nr 60) – obwodnica
- Łowicz (droga krajowa nr 14, 70) – obwodnica, planowana zewnętrzna[3]
- Sochaczew (droga krajowa nr 50) – obwodnica
- Błonie
- Ożarów Mazowiecki
- Mory (droga ekspresowa S8)
- Zakręt (droga krajowa nr 2, 17)
- Nowy Konik (A2)
- Choszczówka Rudzka
- Stojadła (droga krajowa nr 50)
- Mińsk Mazowiecki
- Kałuszyn (A2) – węzeł z autostradową obwodnicą Mińska Mazowieckiego
- Żelków-Kolonia (droga A2, 2)